# Batillariidae
Batillariidae là một họ ốc biển, là động vật thân mềm chân bụng sống ở biển trong nhánh Sorbeoconcha.
Theo hệ thống phân loại các loài Gastropoda của Bouchet & Rocroi (2005) họ Batillariidae không có phân họ.

## Chi
- Lampanella Mörch, 1876
- Rhinocoryne Martens, 1900
- Batillaria Benson, 1842 - type genus of the family Batillariidae,[3] synonym: Lampania Gray, 1847
- Pyrazus Montfort, 1810[1][3]
- Zeacumantus Finlay, 1926, synonym: Batillariella Thiele, 1931
- Velacumantus Iredale, 1936
- Granulolabium Cossmann, 1889
- Tiaracerithium Sacco, 1895; possibly a synonym of Granulolabium [cần giải thích]
- VicinocerithiumE. Wood, 1910
- Tateiwaia Makiyama, 1936
- Pyrazopsis Akopjan, 1972